# انداکالو
انداکالو (به اسپانیایی: Andacollo) یک سکونتگاه مسکونی در شیلی است که در Elqui Province واقع شده‌است.

## خصوصیات
انداکالو ۳۱۰٫۳ کیلومترمربع مساحت و ۱۰٬۲۸۸ نفر جمعیت دارد.

## نگارخانه

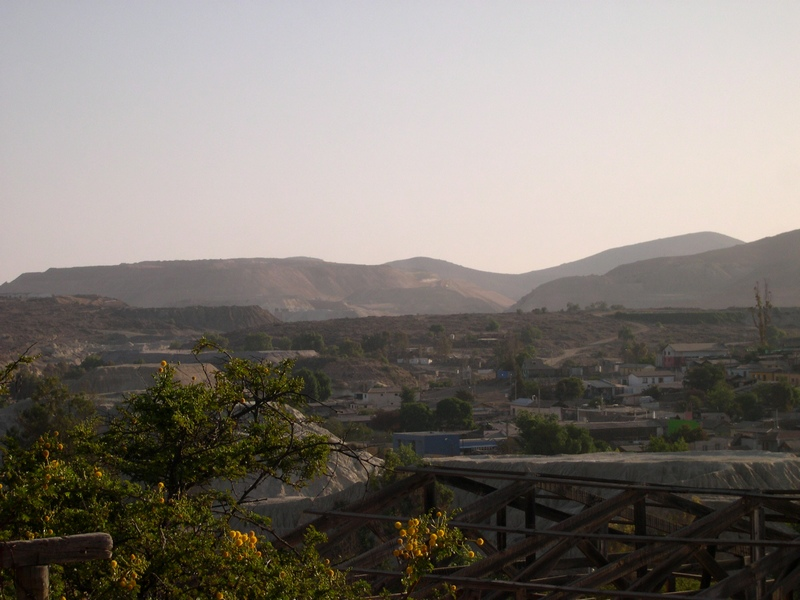
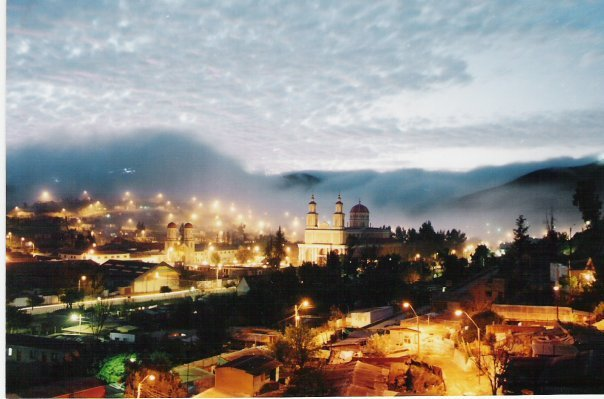
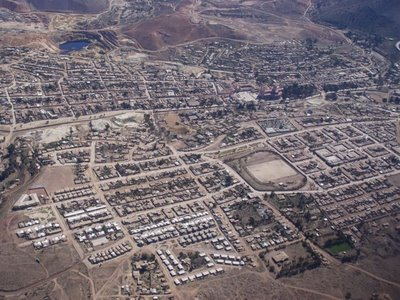
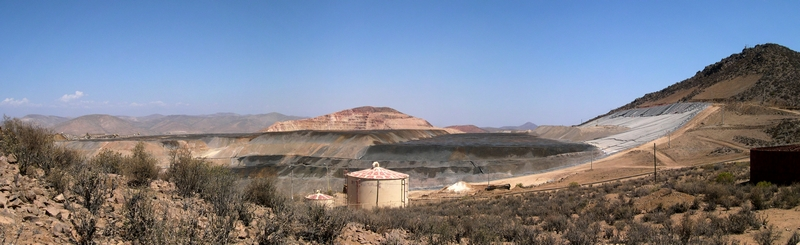
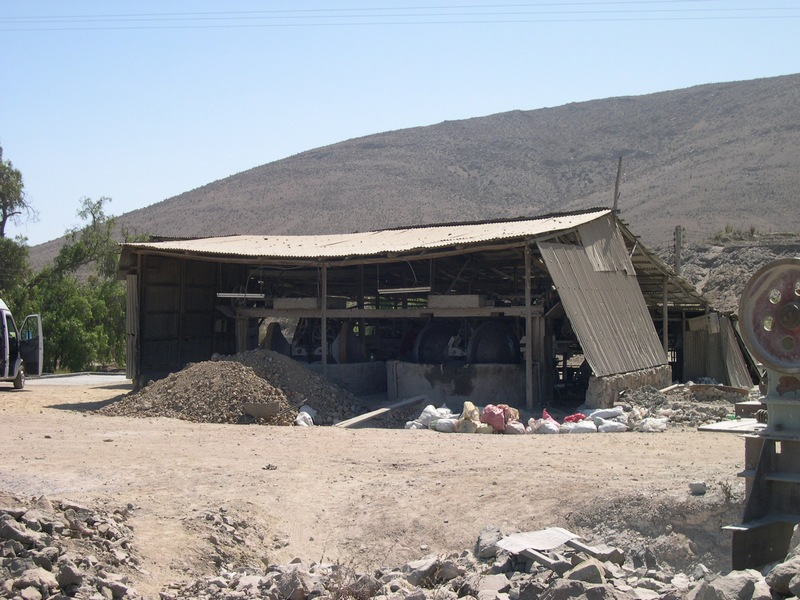
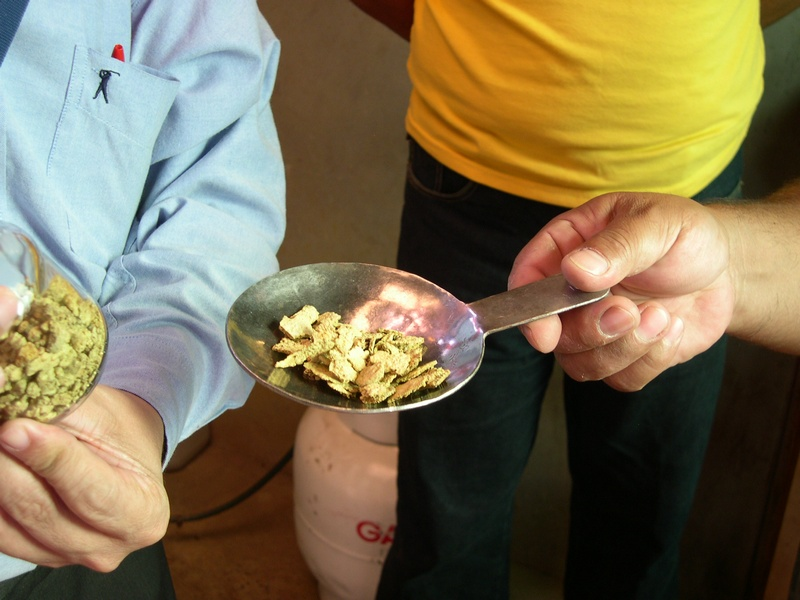